# フアン・セバスティアン・ベロン
フアン・セバスティアン・ベロン（Juan Sebastián Verón、1975年3月9日 - ）は、アルゼンチン・ブエノスアイレス州・ラ・プラタ出身のサッカー選手。アルゼンチン代表であった。
通称はセバス (Sebas)、セバ (Seba)、愛称はブルヒータ（La Brujita＝小さな魔法使い）。

## 経歴

### アルゼンチン時代

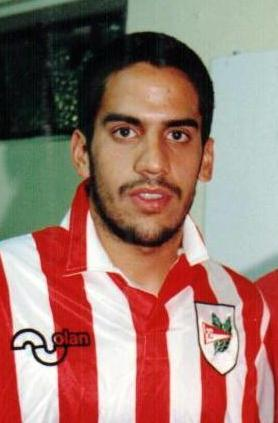
エストゥディアンテスでのベロン (1995年)

1975年3月9日、アルゼンチン・ブエノスアイレス州のラ・プラタに生まれた。1993年、地元のクラブであり、かつて父ラモンも在籍した、エストゥディアンテス・デ・ラ・プラタでプロサッカー選手としてのキャリアを始めた。プロ1年目の1993-94シーズンはわずか7試合の出場に留まったが、プリメーラB・ナシオナル（2部）に降格して迎えた1994-95シーズンはチームのレギュラーとなり、主力として活躍した。
1996年、同じブエノスアイレスに本拠地を構える名門ボカ・ジュニアーズに移籍し、ここでも優れた活躍を見せた。ボカにはディエゴ・マラドーナやキリ・ゴンサレス、クラウディオ・カニーヒアなどの名選手が在籍していた。
1996年6月20日のポーランド戦でアルゼンチン代表デビューを飾った。同年にはアトランタオリンピックに参加し、銀メダルを獲得した。彼の活躍は欧州でも知られるところとなり、イタリア・セリエAのUCサンプドリアへ移籍。ボカ・ジュニアーズで出場したのはわずか17試合のみであった。

### パルマ
1998年のフランスワールドカップではアルゼンチンの中心選手としてプレーし、全5試合にフル出場、大会最多タイの記録となる3つのアシストを決めるなど、ベスト8進出に貢献した。ワールドカップ後、パルマACへ移籍した。当時のパルマは1990年代後半より積極的な戦力補強を進め、イタリアの新勢力としての地位を固めつつあった。また、ベロンと同じアルゼンチン代表選手であり、同じクラブを渡り歩くことになるエルナン・クレスポが在籍していた。クレスポとは公私に渡る親友として知られている。1998-99シーズンにはチームの中心としてコッパ・イタリアとUEFAカップの2冠を達成に貢献した。

### ラツィオ
1999年夏には、SSラツィオに移籍した。前年度のUEFAカップウィナーズカップ王者としてUEFAスーパーカップに出場し、タイトルを獲得した。1999-2000シーズンは大きな活躍を見せ、セリエAとコッパ・イタリア、スーペルコッパ・イタリアーナの3冠を飾った。2000年夏にはパルマ時代の同僚であるクレスポが加入した。この時期には、イタリア市民権を得るために偽造パスポートを使用したという疑惑が浮上したが、サッカー連盟は無実を認定した。

### マンチェスター・ユナイテッド
2001年7月、イングランドのマンチェスター・ユナイテッドFCへ移籍。移籍金はイングランド史上最高の2810万ポンド（約50億円）であったといわれる。移籍当初は怪我や異国でのプレースタイルの違いもあったのか、これまでのような活躍ができなかった。2002年日韓ワールドカップにアルゼンチン代表のキャプテンとして臨んだが、グループリーグ敗退に終わり、批判を浴びた。2002-03シーズン、プレミアリーグで優勝したが、本来の実力は発揮できなかった。

### チェルシー

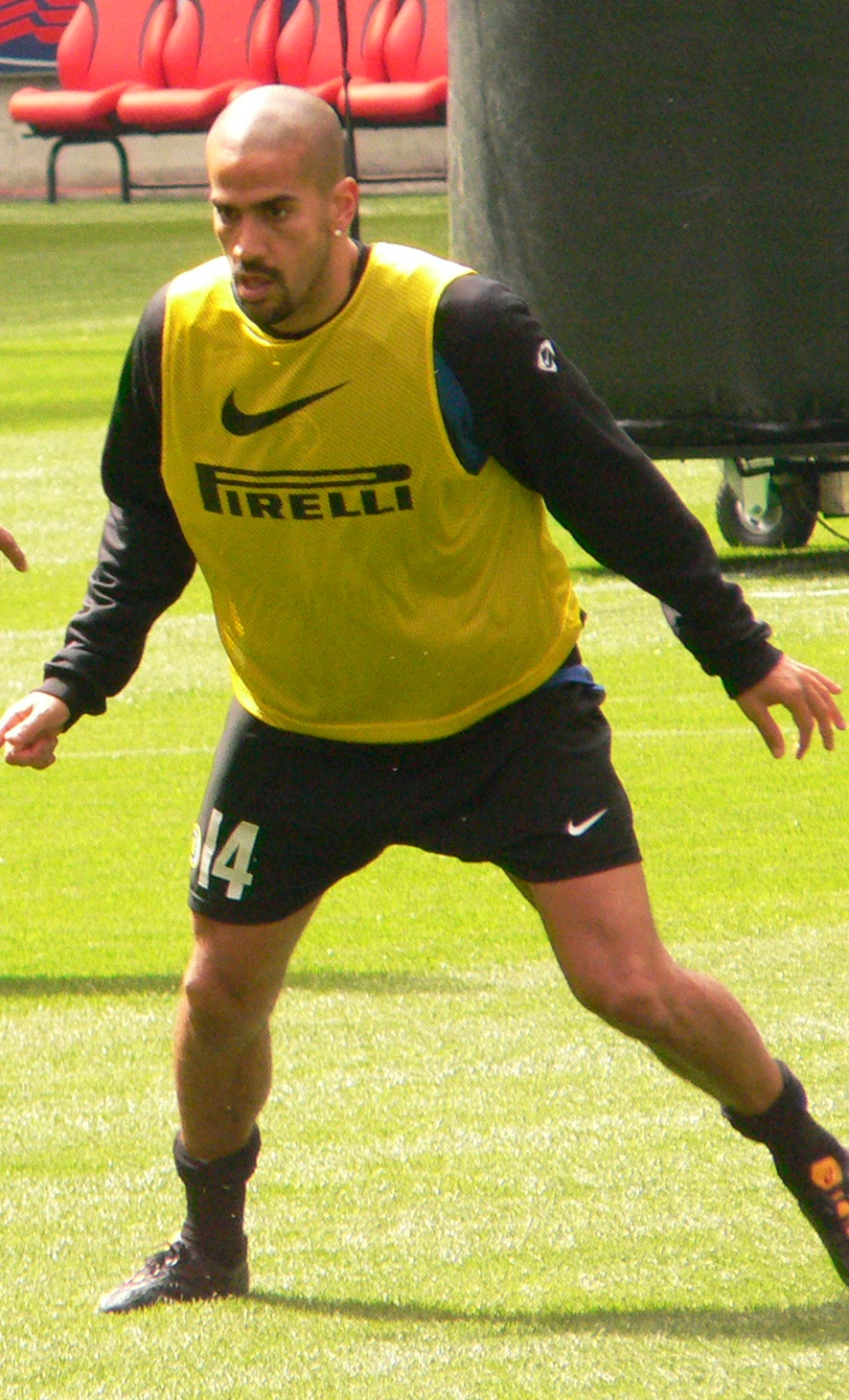
インテルに加入したベロン

2003年夏にチェルシーFCへ移籍した。チェルシーはこの年、ロシア人の大資産家ロマン・アブラモヴィッチがオーナーに就任し、金に物を言わせた補強政策をとっていた。クレスポもチェルシーに引き抜かれ、3度目のチームメイトとなった。このシーズンも怪我に悩まされた。2004年3月、ペレが選ぶFIFA 100（偉大なサッカー選手100人）に選出された。2004年夏にイタリア・セリエAのインテルへレンタル移籍した。クレスポはACミランへ移籍し、ベロンのライバルとなった。

### エストゥディアンテス復帰
ボカ・ジュニアーズやCAリーベル・プレートなどのビッグクラブからのオファーもあったが 、2006年6月、プロサッカー選手としてのキャリアをスタートしたエストゥディアンテス・デ・ラ・プラタに復帰した。12月、優勝決定戦でボカ・ジュニアーズを破り、23年ぶりに国内リーグ優勝を果たした。2007年、ベネズエラで行われたコパ・アメリカで代表復帰し、3ボランチの一角として準優勝に貢献した。代表に復帰してしばらくは、ボールを持つたびにブーイングが浴びせられた。2008年のコパ・スダメリカーナでは決勝でSCインテルナシオナルに敗れたが、準優勝を果たした。2008年12月31日、フアン・ロマン・リケルメやサルバドール・カバニャスらを抑えて南米年間最優秀選手賞を獲得した。2009年のコパ・リベルタドーレス決勝はグループリーグでも対戦したクルゼイロECが相手だった。ホームでの第1戦を0-0で引き分け、優勝は難しいと思われたが、第2戦で0-1の劣勢から2-1と逆転し、自身初の優勝を果たした。クラブ史上39年ぶり4度目の優勝に導いたが、「（自分の給料を）下部組織のために使って欲しい」と40%減俸を受け入れ、契約延長に合意した。
FIFAクラブワールドカップ2009では、決勝で欧州代表のFCバルセロナに敗れて準優勝だったが、この年には2年連続の南米年間最優秀選手賞に輝いた。大会後には世界中のクラブから獲得オファーの打診を受け、中でもインテル時代の恩師ロベルト・マンチーニが率いるマンチェスター・シティFCからは1年契約で700万ポンド（約10億円）（※1400万ユーロという説も）という破格のオファーを受けたが、ベロン本人はこの話を固辞し  、エストゥディアンテスへの愛情を示した。

2011年10月7日に引退宣言をしたが、チームメートからの慰留を受け引退を半年遅らせることを決断した。2012年4月にプロのキャリアから引退し、クラブのスポーツディレクターに就任した。同年6月29日、アルゼンチン6部のアマチュアクラブ、アソシアシオン・コロネル・ブランドセンに加入し、2012年シーズンのクラブの優勝に貢献した。
2013年からエストゥディアンテスに復帰。2014年からは一度選手生活から退いてエストゥディアンテスの会長に就任していたが、2016年12月には現役復帰しコパ・リベルタドーレス2017に出場するために同クラブと18カ月の契約にサインした。ベロンは新しくなったスタジアムのボックスシートの65％以上をサポーターが買えば現役復帰すると誓っており、この契約にサインしてサポーターとの約束を果たした 。
2021年からは会長の座をマルティン・ゴロステギに譲り、自身は副会長の職に就いている。

## 人物
セバスティアンの父フアン・ラモン・ベロンは左ウイングとして活躍したアルゼンチン代表の名選手であった。ラモンもテクニックに優れる選手であり、ファンからはブルッハ（La Bruja ＝ 魔法使い）の愛称で親しまれていた。その才能を確実に受け継いだ息子もそれにちなみブルヒータ（La Brujita ＝ 小さな魔法使い）と呼ばれる。また、アルゼンチンでファンが彼に対して送る応援歌も父のそれと同じく、魔法使いの魔法を期待するものである。
スキンヘッドがトレードマーク。幼少時は荒んだ時期もあったが、サッカー選手として成功を収めてからは故郷に学校を設立するなどの慈愛に溢れた側面も見せる。
チェ・ゲバラを敬愛し、右肩にチェのタトゥーを入れている。

## 個人成績
| クラブ                       | クラブ       | クラブ                   | リーグ | リーグ | カップ | カップ | その他 | その他 | 国際大会 | 国際大会 | 合計 | 合計   |
| 所属クラブ                   | シーズン     | ディジョン               | 出場   | ゴール | 出場   | ゴール | 出場   | ゴール | 出場     | ゴール   | 出場 | ゴール |
| ---------------------------- | ------------ | ------------------------ | ------ | ------ | ------ | ------ | ------ | ------ | -------- | -------- | ---- | ------ |
| エストゥディアンテス         | 1993-94      | プリメーラ・ディビシオン | 7      | 0      | —      | —      | —      | —      | 1        | 0        | 8    | 0      |
| エストゥディアンテス         | 1994-95      | プリメーラB・ナシオナル  | 38     | 5      | —      | —      | —      | —      | 3        | 1        | 41   | 6      |
| エストゥディアンテス         | 1995-96      | プリメーラ・ディビシオン | 15     | 2      | —      | —      | —      | —      | 1        | 0        | 16   | 2      |
| ボカ・ジュニアーズ           | 1995-96      | プリメーラ・ディビシオン | 17     | 4      | —      | —      | —      | —      | 0        | 0        | 17   | 4      |
| サンプドリア                 | 1996-97      | セリエA                  | 32     | 5      | 2      | 0      | —      | —      | —        | —        | 34   | 5      |
| サンプドリア                 | 1997-98      | セリエA                  | 29     | 2      | 3      | 0      | —      | —      | 2        | 0        | 34   | 2      |
| パルマ                       | 1998-99      | セリエA                  | 26     | 1      | 6      | 3      | —      | —      | 10       | 0        | 42   | 4      |
| ラツィオ                     | 1999-2000    | セリエA                  | 31     | 8      | 4      | 0      | —      | —      | 12       | 2        | 47   | 10     |
| ラツィオ                     | 2000-01      | セリエA                  | 22     | 3      | 2      | 0      | 1      | 0      | 7        | 1        | 32   | 4      |
| マンチェスター・ユナイテッド | 2001-02      | プレミアリーグ           | 26     | 5      | 1      | 0      | 0      | 0      | 13       | 0        | 40   | 5      |
| マンチェスター・ユナイテッド | 2002-03      | プレミアリーグ           | 25     | 2      | 1      | 0      | 5      | 0      | 11       | 4        | 42   | 6      |
| チェルシー                   | 2003-04      | プレミアリーグ           | 7      | 1      | 0      | 0      | 1      | 0      | 6        | 0        | 14   | 1      |
| インテル (loan)              | 2004-05      | セリエA                  | 24     | 3      | 5      | 0      | —      | —      | 10       | 0        | 39   | 3      |
| インテル (loan)              | 2005-06      | セリエA                  | 25     | 0      | 0      | 0      | 1      | 1      | 9        | 0        | 35   | 1      |
| エストゥディアンテス (loan)  | 2006-07      | プリメーラ・ディビシオン | 30     | 2      | —      | —      | —      | —      | —        | —        | 30   | 2      |
| エストゥディアンテス         | 2007-08      | プリメーラ・ディビシオン | 18     | 7      | —      | —      | —      | —      | 8        | 2        | 26   | 9      |
| エストゥディアンテス         | 2008-09      | プリメーラ・ディビシオン | 18     | 3      | —      | —      | —      | —      | 24       | 2        | 42   | 5      |
| エストゥディアンテス         | 2009-10      | プリメーラ・ディビシオン | 27     | 4      | —      | —      | 2      | 0      | 9        | 1        | 38   | 5      |
| エストゥディアンテス         | 2010-11      | プリメーラ・ディビシオン | 24     | 2      | —      | —      | —      | —      | 8        | 0        | 32   | 2      |
| エストゥディアンテス         | 2011-12      | プリメーラ・ディビシオン | 20     | 2      | —      | —      | —      | —      | 1        | 0        | 21   | 2      |
| キャリア合計                 | キャリア合計 | キャリア合計             | 461    | 61     | 24     | 3      | 10     | 1      | 135      | 13       | 630  | 78     |

1. ↑  Includes 1999年のUEFAスーパーカップ（1試合）and 2010年のレコパ・スダメリカーナ（2試合）

## 代表歴

### 出場大会
- 1996年 - 2010年 アルゼンチン代表
  - 1996年 - アトランタオリンピック (銀メダル)
  - 1998年 - フランスW杯 5試合出場1得点 (ベスト8)
  - 2002年 - 日韓W杯 3試合出場0得点 (グループリーグ敗退)
  - 2007年 - コパ・アメリカ (準優勝)

### 試合数
- 国際Aマッチ 71試合 9得点（1996年-2010年）[15]

| アルゼンチン代表 | 国際Aマッチ | 国際Aマッチ |
| 年               | 出場        | 得点        |
| ---------------- | ----------- | ----------- |
| 1996             | 1           | 0           |
| 1997             | 8           | 1           |
| 1998             | 12          | 0           |
| 1999             | 4           | 1           |
| 2000             | 10          | 3           |
| 2001             | 8           | 2           |
| 2002             | 6           | 1           |
| 2003             | 5           | 1           |
| 2004             | 0           | 0           |
| 2005             | 0           | 0           |
| 2006             | 0           | 0           |
| 2007             | 5           | 0           |
| 2008             | 1           | 0           |
| 2009             | 6           | 0           |
| 2010             | 5           | 0           |
| 通算             | 71          | 9           |

## タイトル

### クラブ
エストゥディアンテス
- アルゼンチン2部 : 1995

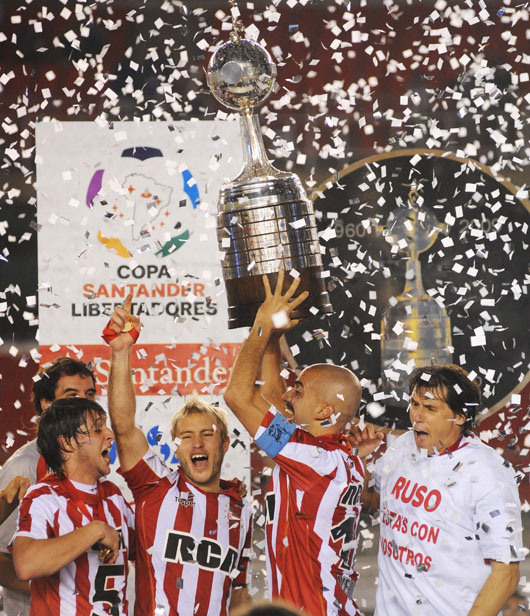
コパ・リベルタドーレスのトロフィーを掲げるベロン (2009年)

- アルゼンチン1部 : 2006-07A, 2010-11A
- コパ・リベルタドーレス : 2009

パルマ
- コッパ・イタリア : 1998-99
- UEFAカップ : 1998-99

ラツィオ
- UEFAスーパーカップ : 1999
- セリエA : 1999-2000
- コッパ・イタリア : 1999-2000
- スーペルコッパ・イタリアーナ : 2000

マンチェスター・ユナイテッド
- プレミアリーグ : 2002-03

インテル
- セリエA : 2005-06
- スーペルコッパ・イタリアーナ : 2005
- コッパ・イタリア : 2004-2005, 2005-06

### 個人
- FIFAワールドカップベストイレブン : 1998 (リザーブ)[16]
- FIFAワールドカップ最多アシスト : 1998[17]
- UEFAスーパーカップマン・オブ・ザ・マッチ : 1999
- ヨーロピアン・スポーツ・メディア・ベストイレブン : 1999-2000
- UEFAチャンピオンズリーグ最多アシスト : 2001-02
- FIFA 100
- プレミアリーグ月間最優秀選手 : 2001.9
- アルゼンチン年間最優秀選手賞 : 2006, 2009[18]
- 南米ベストイレブン : 2006, 2008, 2009, 2010[19]
- 南米年間最優秀選手賞 : 2008, 2009[20]
- コパ・リベルタドーレス大会最優秀選手 : 2009
- FIFAクラブワールドカップシルバーボール : 2009[21]